# Gangakhed
Gangakhed es una ciudad y  municipio situada en el distrito de Parbhani en el estado de Maharashtra (India). Su población es de 49891 habitantes (2011). Se encuentra a orillas del río Godavari, a 37 km de Parbhani.

## Demografía
Según el censo de 2011 la población de Gangakhed era de 49891 habitantes, de los cuales 9376 eran hombres y 8995 eran mujeres. Gangakhed tiene una tasa media de alfabetización del 76,46%, inferior a la media estatal del 82,34%: la alfabetización masculina es del 87,78%, y la alfabetización femenina del 69,88%.